# Sonic Unleashed
Sonic Unleashed, in Japan als Sonic World Adventure (jap.: ソニックワールドアドベンチャー, Hepburn: Sonikku Wārudo Adobenchā) bekannt, ist ein 3D-Jump-’n’-Run-Videospiel, das vom Sonic Team und Dimps entwickelt und von Sega erstmals in Nordamerika am 18. November 2008 für Wii und PlayStation 2 sowie wenig später für Xbox 360 und PlayStation 3 veröffentlicht wurde.
Es handelt sich dabei zum einen um ein typisches, dreidimensionales Sonic-Spiel im Stile der Vorgänger, zum anderen wurde jedoch einmalig in diesem Spiel Sonics neue Werigel-Form eingeführt. Im Gegensatz zum gewohnt schnellen Gameplay in Leveln im Tageslicht steuert man bei Nacht Werigel-Sonic und erlebt ein deutlich langsameres, mehr auf Erkundung und Kämpfen ausgelegteres Gameplay, welches aufgrund der längeren Spieldauer sogar den Großteil des Spiels ausmacht.
Die HD-Versionen des Spiels für PlayStation 3 und Xbox 360 sind größtenteils identisch, unterscheiden sich jedoch stärker von den technisch schwächeren Versionen für Nintendo Wii und PlayStation 2, in denen zum Beispiel das komplette Oberwelt-System fehlt. Bei der Mobile-Version für die Smartphones der damaligen Zeit handelt es sich um ein inhaltlich komplett anderes Abenteuer in 2D, welches hauptsächlich in Europa erschien.
Es ist der Nachfolger von Sonic the Hedgehog (2006) und der Vorgänger von Sonic Colours (2010).

## Handlung
Die Handlung setzt diesmal mit einem serientypischen Finale ein: Sonic the Hedgehog hat Dr. Eggmans fliegende Basis erreicht, besiegt Roboter auf seinem Weg und dringt bis zu Dr. Eggman vor. Dessen Apparatur entkommt Sonic nur mit einer Verwandlung zu Super Sonic, woraufhin Dr. Eggman zunächst um Gnade winselt, dann Super Sonic aber gefangen nehmen und mit der Chaos Energy Cannon so schwer verletzen kann, bis dieser sich zu seiner Ursprungsform zurückverwandelt und sogar eine nie zuvor gesehene neue Gestalt annimmt. Die absorbierte Energie feuert Dr. Eggman auf den Planeten, der daraufhin in mehrere Teile zerbricht und eine mysteriöse Gestalt befreit. Der neue Sonic wird vom Sog des Raumschiffes hinausgetrieben und landet nach einem langen Sturz auf der Erde.
Als Sonic zu sich kommt, entdeckt er einen kleinen Kobold, der sich an nichts erinnern kann und von Sonic den Namen Chip erhält. Sonic, der erst langsam realisiert, dass er eine neue, monströse Gestalt angenommen hat, will Chip helfen, sich wieder zu erinnern. Schnell wird aber klar, dass Sonic nur nachts seine "Werigel"-Form annimmt und tagsüber seine gewohnte Gestalt behält. Die beiden erhalten Hilfe von Tails, der auf Professor Pickle hofft, der wiederum von Dr. Eggman entführt wurde. Nachdem Sonic Professor Pickle gerettet hat, berichtet dieser von der freigelassenen Kreatur Dark Gaia, mit dessen Hilfe Dr. Eggman nun Eggmanland erbauen möchte. Sonic und Chip müssen die sieben Chaos Emeralds zu den sieben Gaia-Tempeln auf der ganzen Welt bringen, um die Welt wieder zusammenzufügen.
Beim sechsten der sieben Tempel erinnert sich Chip, dass er in Wirklichkeit Light Gaia ist, das gutartige Gegenstück zu Dark Gaia. Nachdem alle Tempel erreicht wurden, formt sich Chip mit den sieben Tempeln zum Gaia Colossus und kämpft so zusammen mit Super Sonic gegen Perfect Dark Gaia, bis dieser besiegt und Dr. Eggmans Pläne vereitelt wurden. Damit ist der Planet wieder zusammengefügt mit Chip und Dark Gaia in seinem Inneren. Sonic, der sich bei Nacht nun nicht mehr verwandelt, behält Chips Halskette, um sich an seine Abenteuer mit ihm zu erinnern.

## Gameplay
In Sonic Unleashed übernimmt der Spieler die Kontrolle über zwei verschiedenen Formen von Sonic in einem dreidimensionalen Jump-’n’-Run-Abenteuer. Die verschiedenen Level des Spiels können entweder bei Tag oder bei Nacht betreten werden, um sie als schneller blauer Igel oder als monsterartiger Werigel zu erleben. Die PlayStation-3- und Xbox-360-Versionen verfügen zudem über verschiedene Oberwelten, die man betreten muss. Für weiteren Spielfortschritt muss man auch Sonnen- und Mondmünzen in den Leveln einsammeln.
Das Gameplay bei Tag beinhaltet auf Geschwindigkeit ausgelegte Level, in denen der Spieler mit Sonic rennt, springt oder an vorgesehenen Stellen grinded. Sonic verfügt beim Springen über die Spin Attack, mit der viele Gegner bei Berührung besiegt werden können. Mit der Sprungtaste in der Luft kann die Homing Attack ausgeführt werden, mit der Sonic direkt auf Gegner in unmittelbarer Nähe zusteuert. Neu hinzugefügt wurde der Sonic Boost, mit dem Sonic noch schneller rennen kann und dabei die meisten Gegner automatisch besiegt, die dazugehörige Ring Energy-Boost-Leiste sich jedoch leert und nur durch Ringesammeln und bestimmte Aktionen gefüllt werden kann. In entsprechenden Situationen oder speziellen Leveln müssen auch auf dem Bildschirm angezeigte Tastenkombinationen eingegeben werden und der durch Schulterbuttons einsetzbare Quick Step nach links und rechts ist in schnelleren Passagen hilfreich.
Das Gameplay bei Nacht setzt auf Erkundung, geschicktes Manövrieren und Besiegen von Gegnermassen. Als Werigel kann Sonic auf verschiedenen Knöpfen unterschiedliche Angriffe ausführen. Ebenfalls kann der Werigel seine Arme sehr lang dehnen und so weiter entfernte Vorsprünge, Stangen oder ähnliches erreichen. Gesammelte Ringe stellen Energie wieder her und wenn die Ring Energy-Leiste gefüllt ist, kann der Werigel den Unleashed Mode für kurze Zeit aktivieren, in dem seine Attacken stärker sind.
Für beide Gameplay-Varianten gilt: Bei Berührung können die goldenen Ringe eingesammelt werden; Nimmt die Spielfigur Schaden, verliert sie die Ringe. Nimmt die Spielfigur Schaden, ohne Ringe zu besitzen, fällt in einen tödlichen Abgrund, wird zerquetscht oder ertrinkt, verliert sie ein Extraleben. In den Itemboxen kann sich ein Extraleben, Spieletipps oder für den Werigel ein sofortiger Unleashed Mode befinden, während viele übliche Itembox-Inhalte fehlen. Checkpoints in Form von Laternen markieren bei einem Lebensverlust den Rücksetzpunkt. Nach einem Level können verschiedene Attribute wie Schnelligkeit oder Stärke beider Formen mit Erfahrungspunkten verbessert werden. Die PlayStation-3- und Xbox-360-Versionen beinhalten die sieben Oberwelten Apotos, Mazuri, Spagonia, Chun-nan, Holoska, Shamar, Empire City und Adabat, die zu den sieben Action Stages in der Reihenfolge Windmill Isle, Savannah Citadel, Rooftop Run, Dragon Road, Cool Edge, Arid Sands, Skyscraper Scamper und Jungle Joyride mit jeweils einem Tag- und einem Nacht-Level führen, ein Minigame-Level namens Tornado Defense mit Tails’ Flugzeug, dem Tornado, sowie Bosskämpfe gegen Egg Beetle, Dark Gaia Phoenix, Egg Devil Ray, Dark Moray, Dark Guardian, Egg Lancer und Egg Dragoon, ehe es zum Finale nach Eggmanland mit dem Gaia Colossus-Endbosskampf geht.
In den Nintendo-Wii- und PlayStation-2-Versionen des Spiels fehlen alle Oberwelten und auch die kompletten Level Savannah Citadel, Skyscraper Scamper und Tornado Defense. Das Erfahrungspunkte-System existiert nur für den Werigel und ist zudem deutlich simpler. Bosskämpfe wurden teils verändert, der Endbosskampf sogar komplett. Dafür wurden diesen Versionen noch weitere Werigel-Level hinzugefügt.

## Synchronisation
In beiden Sprachvarianten wurden alle bisherigen Sprecher beibehalten. Dan Green, die englische Stimme von Knuckles, übernahm hier die Sprechrolle des Professor Pickle und der Charakter SA-55, ein Prototyp des späteren Orbot, trat hier auf.
| Synchronsprecher in Sonic Unleashed | Synchronsprecher in Sonic Unleashed | Synchronsprecher in Sonic Unleashed |
| Figur im Spiel                      | Englischer Synchronsprecher         | Japanischer Synchronsprecher        |
| ----------------------------------- | ----------------------------------- | ----------------------------------- |
| Sonic the Hedgehog                  | Jason Anthony Griffith              | Jun'ichi Kanemaru                   |
| Sonic the Werehog                   | Jason Anthony Griffith              | Tomokazu Seki                       |
| Miles Tails Prower                  | Amy Palant                          | Ryō Hirohashi                       |
| Amy Rose                            | Lisa Ortiz                          | Taeko Kawata                        |
| Dr. Eggman                          | Mike Pollock                        | Chikao Ōtsuka                       |
| SA-55                               | Chris Collet                        | Tamotsu Nishiwaki                   |
| Chip                                | Anthony Salerno                     | Ryoko Shiraishi                     |
| Professor Pickle                    | Dan Green                           | Chō                                 |

## Entwicklung
Zuerst wurde die Game-Engine Hedgehog Engine ab dem Jahr 2005 entworfen, erste Entwicklungsschritte des Spiels begannen 2006 unter der Leitung von Yoshihisa Hashimoto, noch bevor Sonic the Hedgehog (2006) erschien. Zunächst geplant als ein an die Sonic Adventure-Teile angelegtes Spiel trug es lange den Entwicklungsnamen Sonic World Adventure, den man in Japan auch beibehielt. In erster Instanz entschied man sich, die Anzahl im Spiel befindlicher Charaktere deutlich zu minimieren und auch ausschließlich Sonic als spielbaren Charakter zur Verfügung zu stellen. Stattdessen sollte es neue, spielspaßfördernde Elemente geben, die Yoshihisa Hashimoto im Werigel-Gameplay sah und anschließend begann, dieses umzusetzen.
Während der Entwicklung wurde sehr viel Zeit und Aufwand in Lichteffekte und Lichtreflexion gesteckt. Neben den HD-Versionen für PlayStation 3 und Xbox 360, für die die Hedgehog Engine genutzt wurde, entschied man sich für technisch schwächere Ableger für Nintendo Wii und PlayStation 2, die jedoch mit einer anderen, individuellen und Sega-internen Engine geschaffen wurden. Da sich das Sonic Team zunehmend bis völlig auf die Nachtlevel des Werigels konzentrierte, wurden das Entwicklerstudio Dimps, welches zuvor unter anderem an der Sonic Advance-Trilogie beteiligt war, mit dem kompletten Leveldesign der Taglevel beauftragt.
Am 12. März 2008 wurde bekannt, dass Sega die Marke Sonic Unleashed eintragen ließ, ehe zehn Tage später Screenshots, Artworks und Videos vom Spiel im Internet geleaked wurden. Die offizielle Enthüllung seitens Sega erfolgte am 3. April 2008. Auf der Electronic Entertainment Expo 2008 wurden Gerüchte um einen Online-Coop-Multiplayer in Interviews widerlegt. Ende 2008 wurde das Spiel für die vier verschiedenen System veröffentlicht. Im Dezember 2008 wurden kostenlose Demo-Versionen zum Spiel, welche ausschließlich Tageslevel enthielten, im PlayStation Store und im Xbox Live Marketplace zum Download zur Verfügung gestellt. Es folgten kleinere, zusätzliche, herunterladbare Inhalte in Form von neuen Missionen für Level der PlayStation-3- und Xbox-360-Versionen.
Der Titelsong "Endless Possibility", komponiert von Tomoya Ohtani, wurde von Jaret Reddick, dem Frontmann der US-amerikanischen Punk-Rock-Band namens Bowling for Soup gesungen. Der Endingsong "Dear My Friend", komponiert von Mariko Nanba und Takahito Eguchi, wurde von "Brent Cash" gesungen.

## Mobile-Version
Am 4. Juni 2009 erschien Sonic Unleashed als Mobilespiel für damalige Smartphones. Entwickelt von französischen Mobileentwickler Gameloft und produziert von Jerome Levy, Jonathan Stock sowie Feng Hao, behandelt diese Version zwar die Charaktere und Orte der Konsolenversion, kommt jedoch als simples 2D-Jump 'n' Run mit Sprites statt Polygonen und Touchsteuerung durch ein auf dem Bildschirm abgebildetes Steuerkreuz daher. Sie enthält 11 Level für Sonic in seiner normalen und seiner Werigel-Form und anders als in der Konsolenversion gibt es auch Unterwasserabschnitte.
Die Smartphone-Version von Sonic Unleashed wurde in Europa, im nahen Osten, Brasilien, Australien und Neuseeland veröffentlicht. Für Nordamerika und Japan erfolgte keine Umsetzung. Es existiert ein inoffizieller, nicht von Sega oder Gameloft entwickelter Port für aktuellere Android-Mobilegeräte.

## Rezeption
Im Veröffentlichungszeitraum des Spiels gab Producer Yoshihisa Hashimoto in einem Interview zu Protokoll, dass er Sonic Unleashed für das beste Sonic-Spiel aller Zeiten halte, es auch die Sega Mega Drive-Ableger übertreffe und er hofft, dass selbst Serien-Unbeteiligte wahrnehmen, dass Sonic wirklich zurück ist. Die Fachpresse und Community konnten den hohen Erwartungen größtenteils nicht zustimmen. Die meisten hatten Spaß an den kurzen, schnellen Tagleveln, kritisierten aber die langsamen und trägen Werigel-Level umso mehr. Auch das zwingend notwendige Sammeln der Sonnen- und Mondmünzen für den Spielfortschritt bzw. die hoch angelegte Anzahl, die dafür benötigt sei, wurde ebenso kritisiert wie die fehlenden Inhalte der technisch schwächeren Versionen. Entwickler Tetsu Katano äußerte, dass bei einem Erfolg ein direkter Nachfolger möglich sei und der Werigel dauerhaft im Franchise etabliert werden könnte, was aber beides nicht erfolgte.

„Streitbares Abenteuer mit viel Licht und Schatten auf PS3 und 360. Wii- und PS2-Spieler bekommen den grauen Durchschnitt.“

„Ist Sonic Unleashed so geworden, wie ich gedacht hatte? Ja, exakt genau SO! Ist Sonic Unleashed so geworden, wie ich es erhofft hatte? Nein, nicht ganz. Ihr bemerkt den subtilen Widerspruch? Die Fans gehen halt doch bei jeder neuen Episode mit zu hohen Erwartungen heran. Ein Genre-Meilenstein ist der neue Wii-Sonic nämlich nicht - dazu sind die Werwolf-Stages einen Tick zu anspruchslos, das Gameplay insgesamt zu gleichförmig und die Story zu kindisch. Aber meine geballte Kritik im letzten Satz ist unfair, denn als Gesamtpaket ist Sonic Unleashed eine wirklich runde Sache. Und genau das hatten sich die Fans ja gewünscht. Trotzdem: Sonic ist nichts für jeden - das wisst ihr ja!“

„Sonic Unleashed ist wieder ein Zwiespalt für SEGA-Fans. Den meisten gefallen die schnellen Passagen von Sonic, doch die Szenen mit den Werigel vermiesen das Spielgefühl. Besonders ärgerlich ist, dass die Spielzeit mit dem Werigel länger ausgefallen ist als die richtig guten und schnellen Szenen mit Sonic. Aber wiederum bietet SEGA eine richtig gute Technik, die für Wii-Verhältnisse einfach sehr gut gelöst ist. Aber wem das neue System von Sonic Unleashed zu unsicher ist, kann das Spiel auf Probe spielen. Den Hardcore-Sonic-Fans kann ich aber das Spiel von Herzen empfehlen.“

Sonic Unleashed verkaufte sich auf allen vier Systemen zusammen insgesamt 2,45 Millionen Mal. Dabei wurde auf keinem System alleinstehend die 1-Millionen-Marke erreicht.